# Joachim Pettoletti
Gioacchino "Joachim" Pettoletti (1792 i Venedig – 1870 i Sankt Petersborg) var en italiensk violinist, guitarist og komponist, som bl.a. boede i København, Sverige, Norge og Sankt Petersborg.
Pettoletti kom til Danmark cirka 1816 for at arbejder hos Pricerne på Morskabstheatret på Vesterbro. Han var derefter hos sin far Philippo Pettoletti som 1828-1833 drev Blaagaard Theater på Nørrebro. I starten af 1820'erne begyndte han og hans bror Pietro Pettoletti også at arbejde i Sverige og Norge. I december 1832 holdt han en koncert i to afdelinger ved Harmonien og den tilhørende Musicalske Forening i Trondheim. Koncerten bestod af en afdeling for guitar og en for violin. Brødrene flyttede senere til Sankt Petersborg, hvor de arbejdede på Den Italienske Opera.
Pettolettis far var musikeren Carl Johan Pettoletti (1758–1801) som var kapelmester i Christiania (Oslo).